# 박진우 (1973년)
박진우(1973년 3월 20일 ~ )는 대한민국의 배우이다.

## 출연작

### 영화
- 《화사한 그녀》 (2023년)
- 《시동》 (2019년) - 건달들 역
- 《퍼펙트맨》 (2019년) - 철승 역
- 《귀신의 향기》 (2019년) - 김경사 역
- 《창궐》 (2018년) - 만보 역
- 《상류사회》 (2018년) - 최사무관 역
- 《프리즌》 (2017년) - 오교사 역
- 《루시드 드림》 (2017년) - 맛나버거주인 역
- 《공조》 (2017년) - 장칠복 역
- 《걱정말아요》 (2017년) - Ep03 소월길-식당주인 역
- 《고라니》 (2016년) - 용진 역
- 《가려진 시간》 (2016년) - 태식아빠 역
- 《터널》 (2016년) - 보좌관 역
- 《비밀은 없다》 (2016년) - 최 기사 역
- 《내부자들》 (2015년) - 이실장 역
- 《소월길》 (2014년)
- 《황제를 위하여》 (2014년) - 검사 역
- 《도희야》 (2014년) - 형사계장 역
- 《플랜맨》 (2014년) - 상훈 역
- 《스마일 어게인》 (2013년) - 손영식 역
- 《동창생》 (2013년) - 김선명 역
- 《관상》 (2013년) - 진형진단의원 역
- 《미생 프리퀄》 (2013년) - 한석율 아버지 역
- 《전설의 주먹》 (2013년) - 장준수 (현재) 역
- 《남쪽으로 튀어》 (2013년) - 들섬경찰1 역
- 《간첩》 (2012년) - 야구부 감독 역
- 《건축학개론》 (2012년) - 택시기사 역
- 《하울링》 (2012년) - 개필구 역
- 《하프 라인》 (2011년)
- 《모비딕》 (2011년) - 남선수 역
- 《심장이 뛴다》 (2011년) - 경찰 역
- 《된장》 (2010년) - 스텝 2 (카메라맨) 역
- 《무적자》 (2010년) - 심문관 2 역
- 《해결사》 (2010년) - 세단 조폭 역
- 《구르믈 버서난 달처럼》 (2010년) - 김성일 역
- 《의형제》 (2010년) - 태순차 미행요원 역
- 《백야행 - 하얀 어둠 속을 걷다》 (2009년) - 김 형사 역
- 《펜트하우스 코끼리》 (2009년) - 원무과장 역
- 《불신지옥》 (2009년) - 배 형사 역
- 《그림자 살인》 (2009년) - 겐바 순사 역
- 《도시의 옷가게》 (2008년)
- 《좋은 놈, 나쁜 놈, 이상한 놈》 (2008년) - 황씨 역
- 《추격자》 (2008년) - 경찰 3 역
- 《대한이, 민국씨》 (2008년) - 선임 위병 역
- 《슈퍼맨이었던 사나이》 (2008년) - 담당의 역
- 《우아한 세계》 (2007년) - 기자 역
- 《그놈 목소리》 (2007년) - 박 형사 역
- 《괴물》 (2006년) - 격리병원 순경 역
- 《야수》 (2006년) - 박 수사관 역
- 《내 생애 가장 아름다운 일주일》 (2005년) - PD 역
- 《너는 내 운명》 (2005년) - 형사 1 역
- 《연애의 목적》 (2005년) - 연호 친구 1 역
- 《달콤한 인생》 (2005년) - 철문 역
- 《쓰리, 몬스터》 (2004년) - segement Cut - 조감독 역
- 《살인의 추억》 (2003년) - 방송국 AD 역

### 드라마
- 《사계의 봄》 (SBS, 2025년) - 카페 사장 역
- 《언더커버 하이스쿨》 (MBC, 2025년) - 박재문 역
- 《커넥션》 (SBS, 2024년) - 저강고등학교 교사 역
- 《유괴의 날》 (ENA, 2023년) - 정도 역
- 《연인》 (MBC, 2023년) - 박대 역
- 《천원짜리 변호사》 (SBS, 2022년) - 사무장 역
- 《군검사 도베르만》 (tvN, 2022년) - 서주혁 역
- 《검은 태양》 (MBC, 2021년) - 차민철 역
- 《마녀식당으로 오세요》 (티빙, 2021년)
- 《언더커버》 (JTBC, 2021년) - 구서복 역
- 《그 남자의 기억법》 (MBC, 2020년) - 양진우 역
- 《메모리스트》 (tvN, 2020년) - 형사 역
- 《스토브리그》 (SBS, 2019년) - 변치훈 역
- 《청일전자 미쓰리》 (tvN, 2019년)
- 《빙의》 (OCN, 2019년) - 최남현 역
- 《알함브라 궁전의 추억》 (tvN, 2018년) - 노영준 역
- 《은주의 방》 (O'live, 2018년) - 심광규 역
- 《플레이어》 (OCN, 2018년) - 남사장 역
- 《스케치》 (JTBC, 2018년) - 반장 역
- 《크로스》 (tvN, 2018년) - 나안일 역
- 《언터처블》 (JTBC, 2017년) - 박태진 역
- 《품위있는 그녀》 (JTBC, 2017년) - 박실장 역
- 《비밀의 숲》 (tvN, 2017년) - 김수찬 역
- 《쓸쓸하고 찬란하神 - 도깨비》 (tvN, 2016년) - 사채업자 역
- 《가화만사성》 (MBC, 2016년) - 부주방장 역
- 《육룡이 나르샤》 (SBS, 2015년)
- 《운명처럼 널 사랑해》 (MBC, 2014년) - 홍 변호사 역

## 수상
- 2022년 SBS 연기대상 미니시리즈 코미디/로맨스 부문 남자 조연상